# Березники (Даниловский район)
Березники́ — деревня в Даниловском районе Ярославской области. Входит в Даниловское сельское поселение.

## География
Находится в 22 км от Данилова в 4 км от автомобильной дороги Череповец — Данилов на реке Лунке напротив впадения в неё Ковонки. 

## Население
| 2007 | 2010 |
| ---- | ---- |
| 1    | ↘0   |

## Инфраструктура
Единственная улица деревни — Дачная.